# Gottfried von Strassburg
Gottfried von Strassburg (sau Gottfried von Straßburg) a fost un poet epic german care a trăit în jurul anului 1200 (a murit prin 1210), cunoscut pentru romanul său în versuri "Tristan" (scris probabil între 1205 și 1215), primul roman de dragoste din literatura germană.
Inspirat după o variantă anglo-normandă, caracterizat prin eleganța stilului și finețea nuanțelor psihologice, acest roman evocă forța iubirii și se situează în rândul capodoperelor literaturii Evului Mediu.

## Scrieri
- 1210: Tristan.

1. 1 2  Gottfried von Strassburg, National Library of Portugal
2. ↑  Archivio Storico Ricordi, accesat în 3 decembrie 2020
3. ↑  Gottfried von Strassburg, Internet Speculative Fiction Database, accesat în 9 octombrie 2017